# Saidu Sharif I
Saidu Sharif I è un'area sacra buddhista situata ai piedi dei monti che separano la valle del fiume Saidu da quella del fiume Jambil. L'area sacra è costituita da due terrazze ricavate sul pendio del colle, tramite un taglio nella roccia sul lato nord. Il terrazzamento artificiale comprende uno stūpa, circondato da monumenti di dimensioni minori, e un monastero.
Gli scavi vennero iniziati dalla Missione Archeologica Italiana nel 1963 e terminarono nel 1982, con una pausa tra il 1966 e il 1977. La prima campagna di scavo indagò la terrazza inferiore con lo stūpa principale, mentre la terrazza superiore con il monastero venne portata alla luce durante la seconda campagna.
La terrazza inferiore (denominata Terrazza degli Stūpa) presenta uno stūpa di dimensioni maggiori (Stūpa Principale) attorniato da altri monumenti minori: stūpa, vihāra e colonne. Dello Stūpa Principale si conserva la struttura a pianta quadrata fino al primo corpo cilindrico, con scalinata sul lato nord; dell’harmikā e degli ombrelli si conservano alcuni resti rinvenuti nelle vicinanze dello stūpa. Uno dei due corpi cilindrici del monumento era adornato da un fregio figurato in scisto verde mentre ai quattro angoli della sommità del corpo rettangolare erano quattro colonne su piedistallo con una figura di leone accovacciato in cima.
La fase di vita del santuario di Saidu Sharif I è stata ripartita dagli archeologi in tre periodi, durante i quali si passa da una sistemazione simmetrica dei monumenti (primo periodo, tra il 25 d.C. e la fine del secolo) a un progressivo affollamento della Terrazza degli Stūpa (secondo e terzo periodo, rispettivamente II–III sec. d.C. e IV–V sec. d.C.). I tre periodi costruttivi sono stati evidenziati anche nella terrazza superiore; il monastero subì un ampliamento seguito da una riduzione alle dimensioni originali nel terzo periodo, che testimonia del declino di tutta l’area sacra.

## Galleria d'immagini

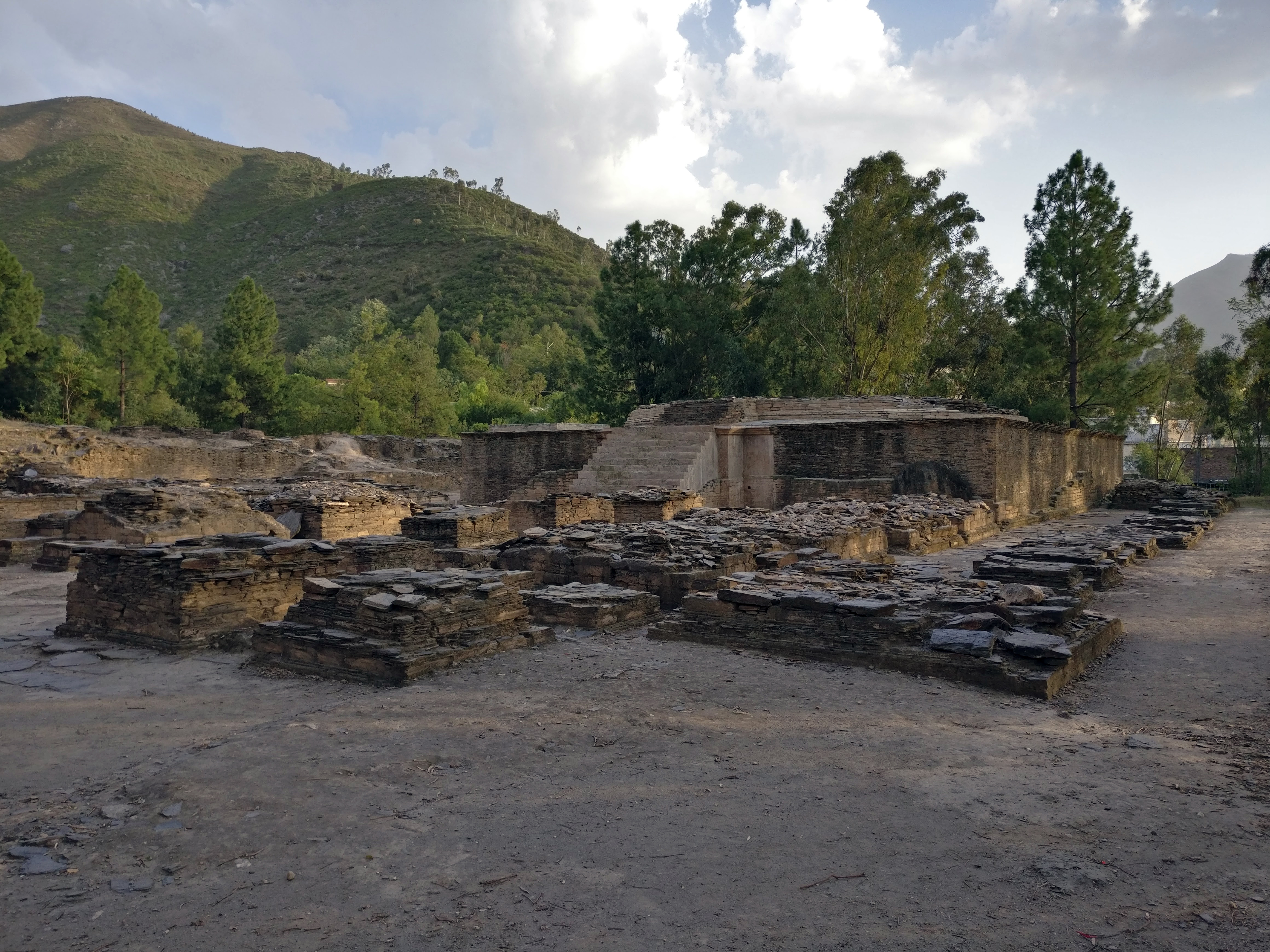
La Terrazza degli Stupa vista da nord-ovest.
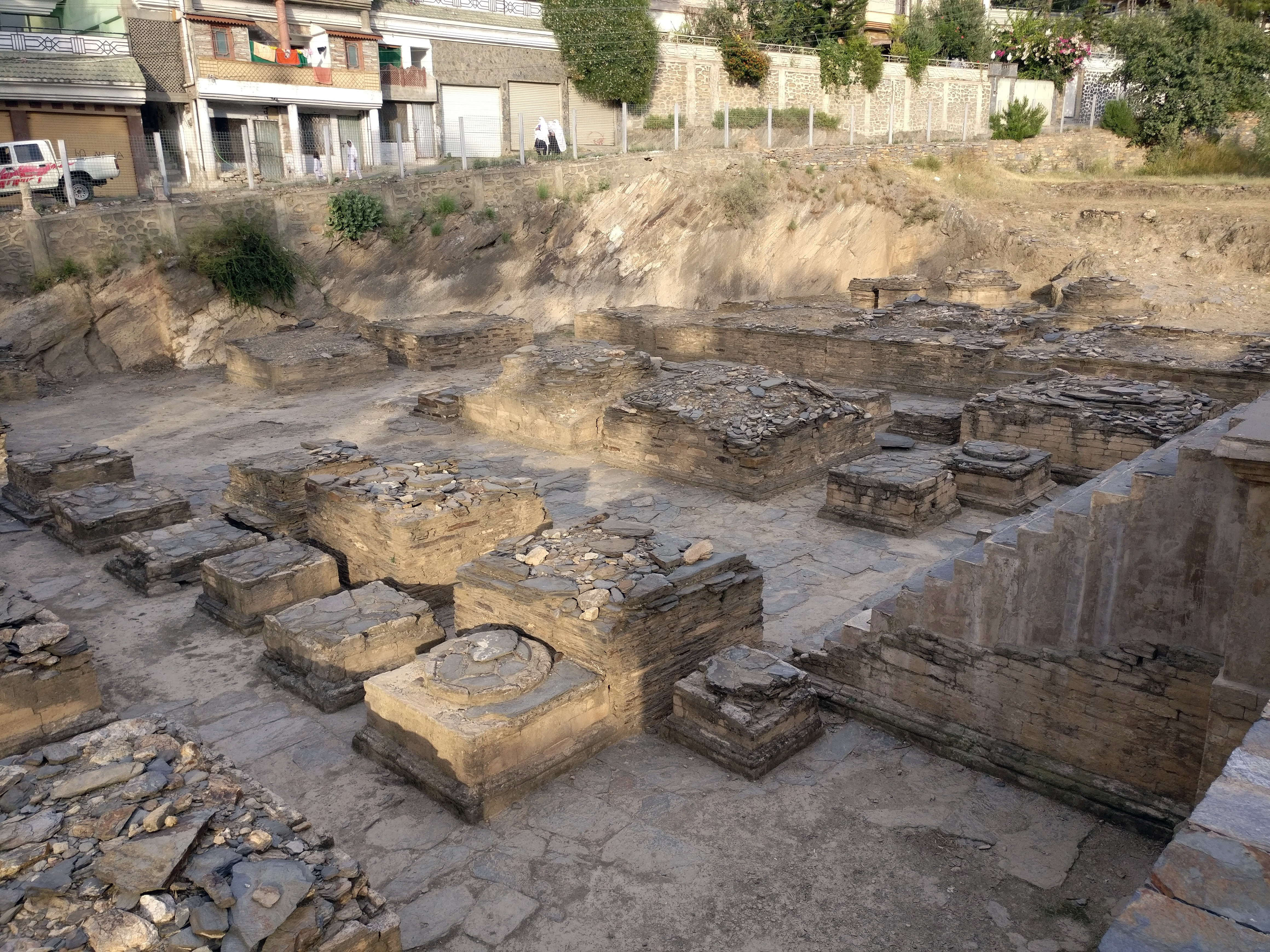
La Terrazza degli Stupa vista dal basamento dello Stupa Principale.
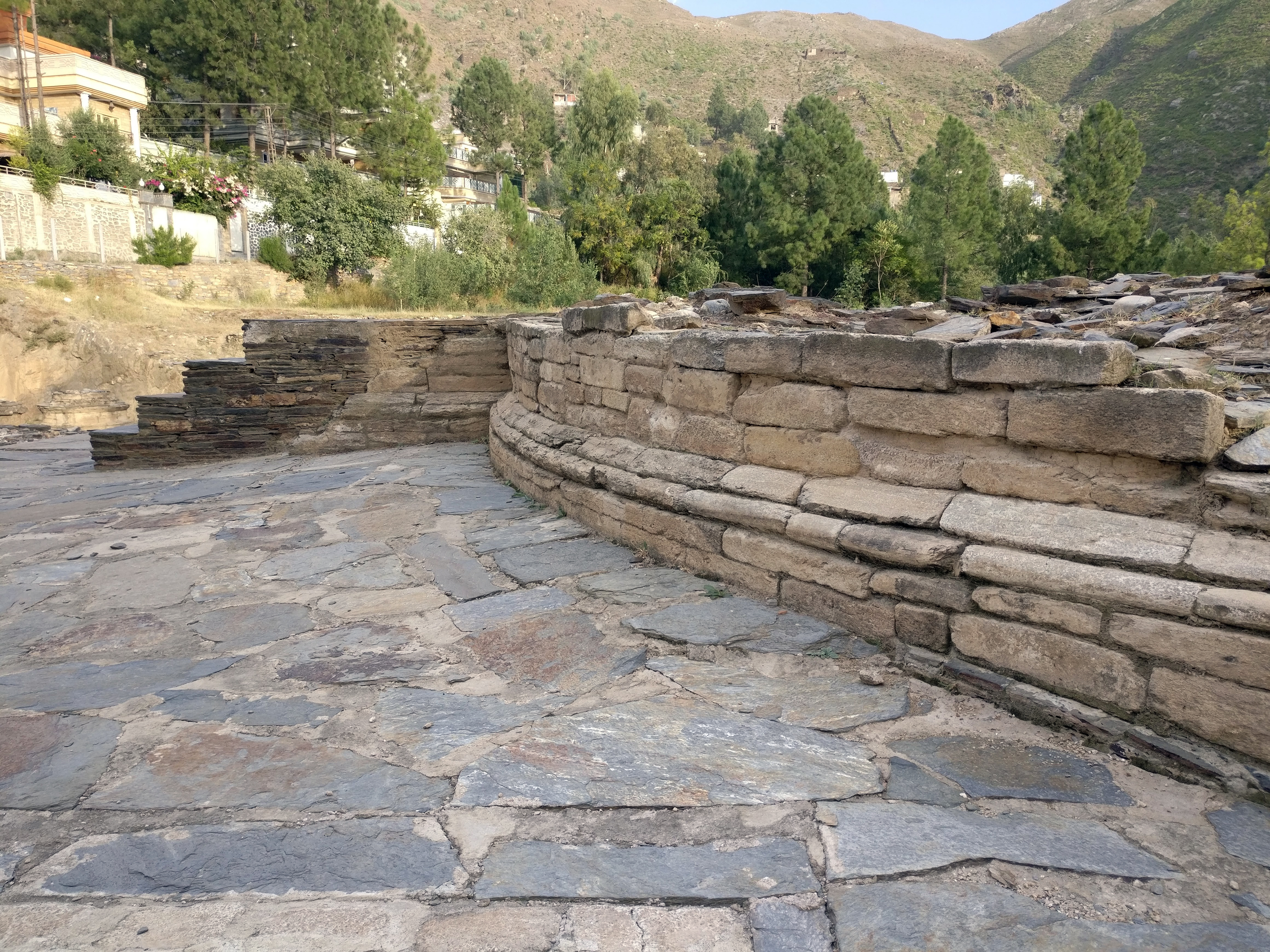
Lo Stupa Principale.
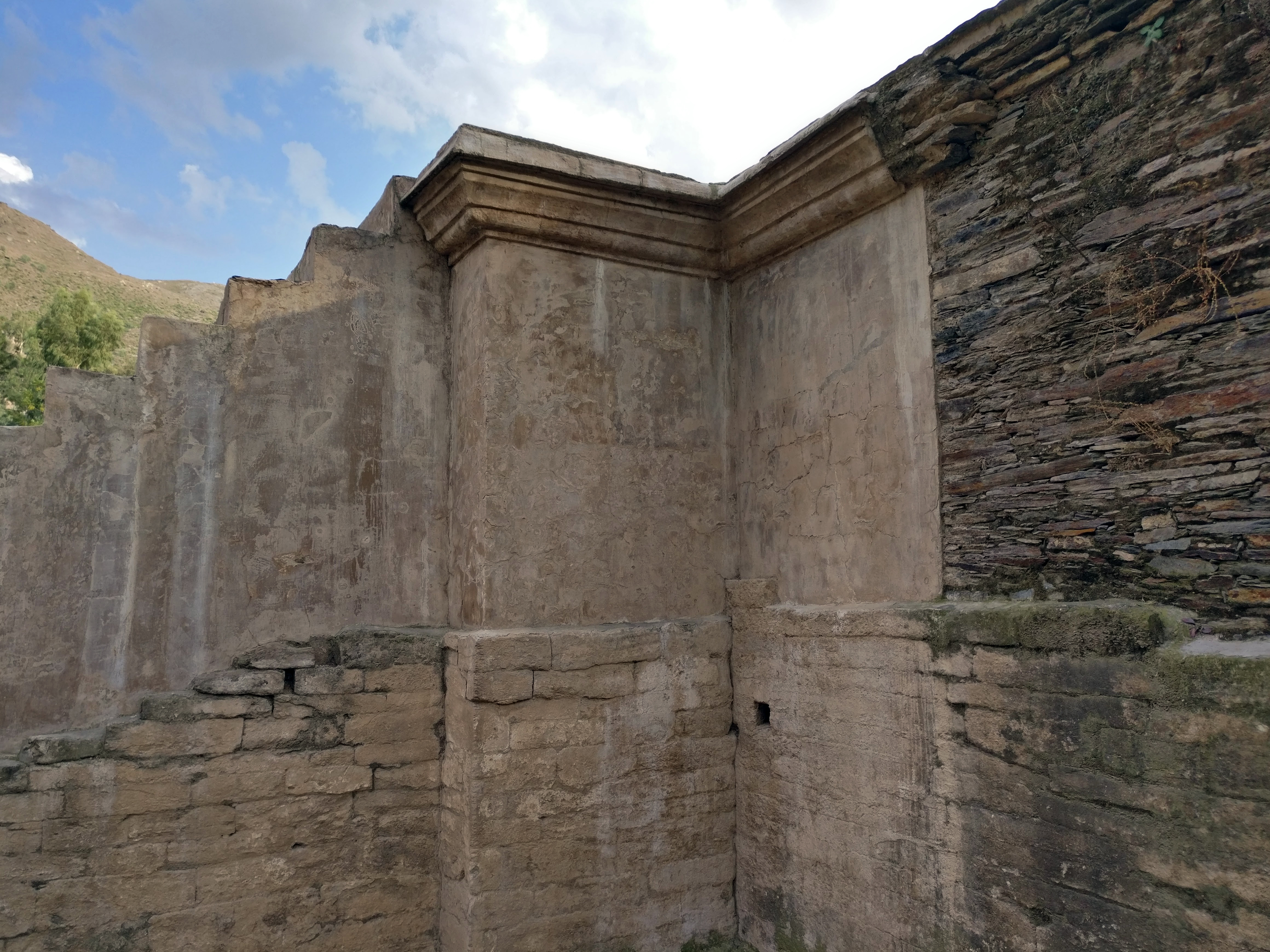
Restauro di parte del basamento dello Stupa Principale.
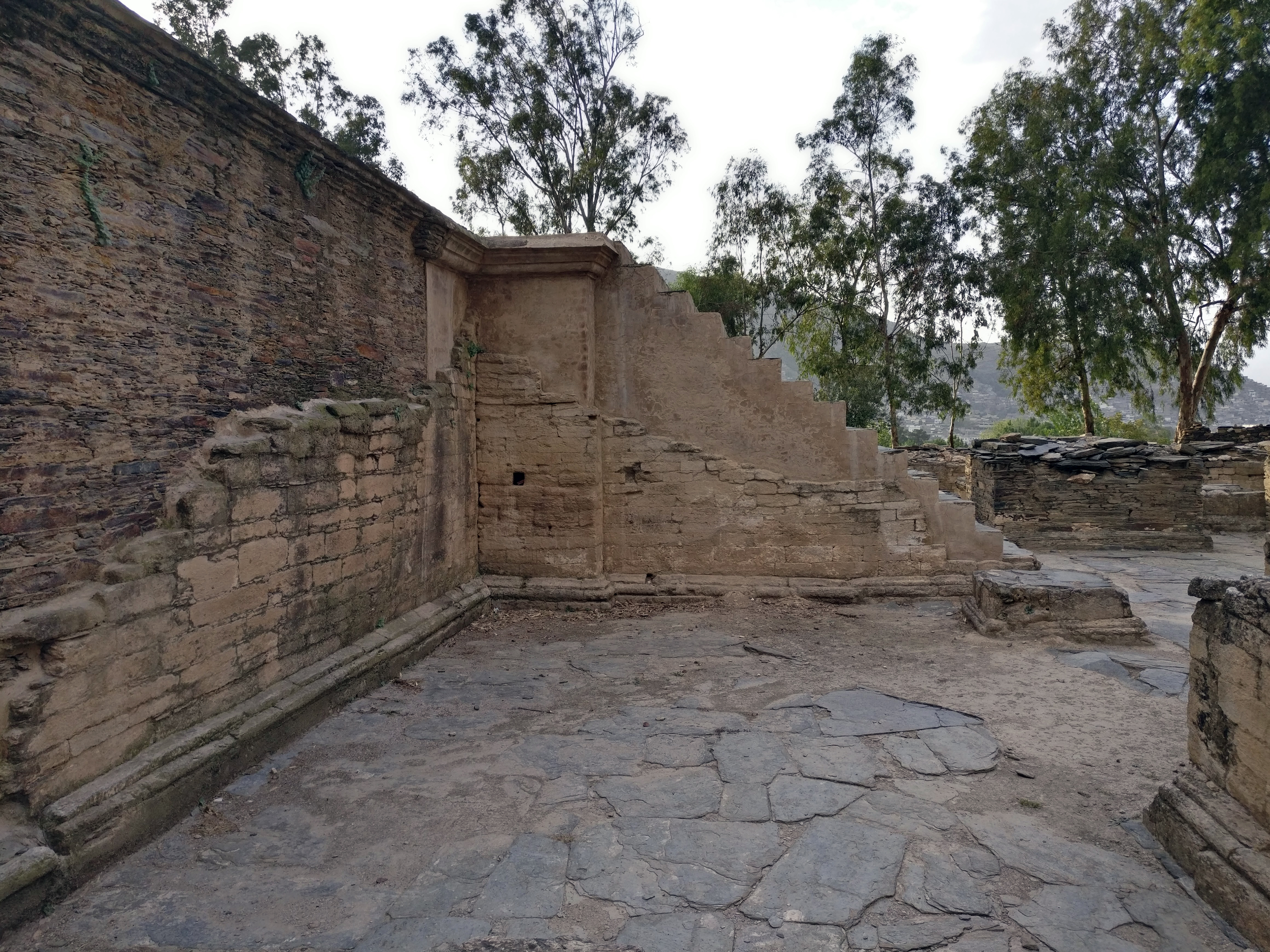
Restauro di parte del basamento dello Stupa Principale.
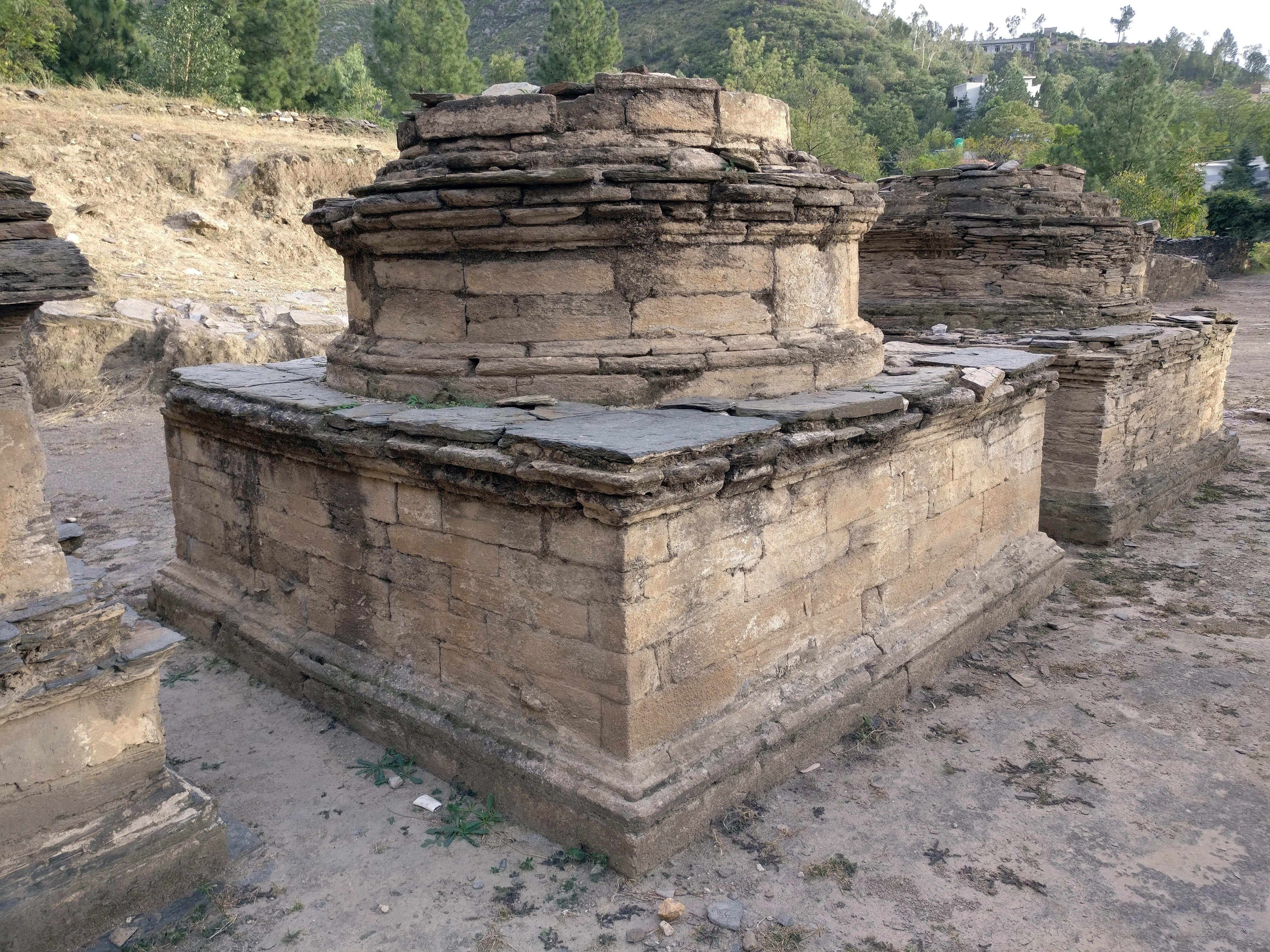
Stupa minori.